# داستان‌های شگفت‌انگیز (مجموعه تلویزیونی ۲۰۲۰)
داستان‌های شگفت‌انگیز یک مجموعه تلویزیونی آنتولوژی اینترنتی آمریکایی است که بر پایه مجموعه تلویزیونی به همین نام در سال ۱۹۸۵ توسط استیون اسپیلبرگ ساخته شده‌است. این سریال برای اپل تی‌وی پلاس تولید شده‌است و از تهیه‌کنندگان اجرایی آن می‌توان به اسپیلبرگ، ادوارد کیتسیس، آدام هوروویتس، دریل فرنک و جاستین فلوی اشاره کرد. این مجموعه برای نخستین بار در ۶ مارس ۲۰۲۰ پخش شد.

## تولید

### توسعه
در ۲۳ اکتبر ۲۰۱۵، اعلام شد که ان‌بی‌سی در حال توسعه یک بازسازی از مجموعه تلویزیونی آنتولوژی سال ۱۹۸۵، داستان‌های شگفت‌انگیز ساخته استیون اسپیلبرگ است. انتظار می‌رفت که برایان فولر قسمت آزمایشی را بنویسد و در کنار جاستین فلوی و دریل فرنک، مجموعه را تهیه اجرایی کنند. شرکت‌های تولیدی درگیر در این سریال قرار بود از یونیورسال تله‌ویژن تشکیل شوند. در آن زمان انتظار نمی‌رفت که اسپیلبرگ درگیر روند ساخت این مجموعه شود.
در ۱۰ اکتبر ۲۰۱۷، اعلام شد که اپل دستور ساخت سریال را برای فصل یکم با ده قسمت را داده‌است. همچنین اعلام شد که تلویزیون امبلین به عنوان یک شرکت تولیدی اضافی برای این سریال خدمت خواهد کرد.

## بازخوردها
در راتن تومیتوز، این سریال بر پایه ۳۵ بررسی، با میانگین امتیاز ۵٬۰۷/۱۰، ۴۰ درصد نمره دارد. اجماع انتقادی این وبگاه می‌گوید: «در حالی که رویاهای داستان‌های شگفت‌انگیز قابل تحسین است، اما بیشتر شبیه یک بازخوانی قدیمی است تا یک راه‌اندازی مجدد صمیمانه». در متاکریتیک، بر پایه ۱۴ منتقد، میانگین نمره‌ای ۵۱ از ۱۰۰ را دارد که نشان‌دهنده «بررسی‌های مختلط یا متوسط» است.